# Decathlon (azienda)
Decathlon è un'azienda francese che riunisce sotto il proprio marchio oltre 1 500 negozi di articoli sportivi su scala mondiale. L'attività iniziò con un negozio vicino a Lilla in Francia nel 1976 e si espanse in Germania nel 1986, in Italia nel 1993 (negozio di Baranzate) e nel Regno Unito nel 1999.

## Storia

### Gli inizi (1961-1986)
Nel 1961 Gérard Mulliez aprì il suo primo supermercato Auchan a Roubaix. Suo cugino, Michel Leclercq, di 22 anni, fu assunto come macellaio. Una zia scrisse ai suoi genitori: "Come puoi accettare che tuo figlio Michel lavori come macellaio per i Mulliez?". Michel Leclercq decise di abbandonare gli studi di ingegneria nell'ottobre 1962 all'età di 23 anni. Nel 1975, mentre si occupava degli acquisti e dell'informatica per il gruppo Auchan, allora con 5 000 dipendenti, gli fu proposto un nuovo incarico. Ma, dopo un viaggio negli Stati Uniti, preferì avviare un'attività sportiva per la famiglia. 
Il 26 luglio 1976 nel centro commerciale Englos-les-Géants, di proprietà Auchan, situato a Englos vicino a Lilla, Leclercq aprì un grande magazzino self-service che vendeva articoli sportivi. L'idea era di fornire attrezzatura a tutti gli sportivi, dai principianti agli appassionati, sotto lo stesso tetto e al miglior prezzo. Il nome scelto fu "Decathlon". I primi sei dipendenti furono assunti da associazioni sportive dove Michel Leclercq presentava le sue offerte di lavoro. Incontrarono vari ostacoli: le catene Intersport-La Hut e Techniciens du Sport rifiutarono l'accesso alla loro centrale d'acquisto e Sport 2000 accettò per poi ritirarsi sotto la pressione di un rivenditore. Con un negozio "mezzo vuoto", il fondatore pensò che Decathlon non avrebbe superato l'inverno del 1976. I concorrenti credevano che la società fosse finanziata dalla famiglia Mulliez e che avesse quindi enormi risorse finanziarie. Decathlon intentò quindi cause ai mancati fornitori, dopo averne vinta una contro Adidas, gli altri fornitori iniziarono a vendere a Decathlon. 
Nel 1976 la ditta Leleu consegnò le prime biciclette Decathlon.

### Decathlon Production (1986-2006)
Nel 1986 nacque "Decathlon Production", con la missione di garantire la progettazione e la produzione degli articoli a marchio Decathlon. Nello stesso anno, l'azienda aprì il suo primo negozio al di fuori del territorio francese, a Dortmund, in Germania. Nel 1988, la produzione divenne internazionale con l'apertura da parte di Olivier Leclercq del primo ufficio di produzione in Asia. Nel 1996 furono create i primi due marchi privati (i cosiddetti "marchi della passione"): Tribord per sport acquatici e Quechua per sport di montagna. Nel 1999 aprì i suoi primi negozi negli Stati Uniti (nei pressi di Boston) e in Gran Bretagna, a Londra. Nello stesso anno Quechua si trasferì a Domancy, ai piedi del Monte Bianco.
Nel 2003 ha aperto il primo negozio cinese a Shanghai. Nel 2004 Tribord e i suoi reparti di progettazione si sono trasferiti a Hendaye, sulle rive dell'Oceano Atlantico, per essere ancora più vicini agli utenti. Vengono creati i marchi Aptonia e Geonaute, dedicati agli sportivi amanti dell'avventura. Nel 2005 sono apparsi Kalenji (corsa) e Fouganza (equitazione). Nel 2006 è stata la volta di Artengo, per gli sport con racchetta.
Nel 2006 la società ha chiuso quattro negozi (su diciotto originariamente) e si è ritirata dal mercato statunitense, con i suoi risultati oltre l'Atlantico in forte declino. In un paese sviluppato con una concorrenza molto forte, Decathlon non è riuscito a crearsi un mercato. Nello stesso anno, Decathlon ha aperto il suo primo negozio in Russia, a Mosca.

### Oxylane (2008-2014)
Nel 2008 il Gruppo Decathlon è diventato Oxylane. Il nome "Decathlon" era infatti diventato riduttivo rispetto a tutte le attività sviluppate all'interno del gruppo. Questa modifica del nome riflette anche una nuova organizzazione più verticale, da parte delle filiali. Alcune si occupano direttamente del cliente, attraverso la vendita, tra cui Decathlon, la filiale storica, ma anche altre forme di vendita come: Decathlon Essentiel, Ataos, Decathlon City, Decathlon Village, Decathlon Mobility, Chullanka, Cabesto, Terres et Eaux, DecaPro, Fonisto e Skimium.com. Altre filiali sono orientate al commercio interaziendale. 
Il 26 marzo 2009 Olivier Leclercq ha sostituito suo padre come presidente di Oxylane. È anche uno dei sette direttori generali eletti dell'AFM che gestiva gli affari della famiglia Mulliez. 
Nel 2009 il marchio di golf Inesis ha aperto la sua sede internazionale a Marcq-en-Barœul. Nello stesso anno Kipsta (sport collettivi) ha preso sede a Tourcoing. Oxylane fonda il suo centro logistico internazionale a Dourges (tra Lilla e Lens). È sia la sede internazionale dei reparti di logistica, sia un magazzino di 51.000 mq dove l'innovazione nelle procedure di ricezione e di spedizione gioca un ruolo importante. 
Nel 2010 il b'Twin Village ha aperto a Lille. Questo sito interamente dedicato al ciclismo riunisce i reparti del marchio b'Twin, una fabbrica di montaggio e un negozio per gli amanti del ciclismo. Decathlon apre negozi in altri due paesi: la Repubblica Ceca e la Turchia.
Nel 2011 viene creato FLX, marchio specializzato per il cricket, sviluppato per l'India, ma anche per l'Australia e il Regno Unito. Nello stesso anno viene acquisita una partecipazione nel negozio specializzato Au vieux plongeur.
Il 22 giugno 2012 Matthieu Leclercq ha sostituito il fratello maggiore Olivier come presidente di Oxylane.

### Decathlon Group (dal 2014)
Nel 2014 Oxylane ha assunto il nome di Decathlon.
Nel 2015 Michel Aballea è diventato direttore generale del gruppo Decathlon. Nello stesso anno, Decathlon apre 140 negozi all'estero, 51 dei quali in Cina.
Il 19 febbraio 2015 il marchio ha aperto un nuovo negozio con il nome di Decathlon Mobility presso la stazione di Lille-Flandres, su una superficie di 175 m². Questo nuovo tipo di negozio è dedicato alla mobilità urbana. 
Il 5 ottobre 2015 Decathlon ha lanciato il progetto Alive by Decathlon. Si tratta di un luogo aperto a tutti, sportivi, aziende esterne e dipendenti, supportato dallo store Decathlon Campus (a Villeneuve-d'Ascq) e il cui acronimo significa "All Living Innovation Values Everyday". Alive permette di realizzare le prime fasi dell'incubazione di un progetto. 
Nel gennaio 2016 il marchio ha provato un nuovo tipo di negozio chiamato "Osons" (Osiamo, in francese) a Englos: tutti gli articoli sono presenti nel negozio, ma sono solo da esposizione e nessun cliente può portarli via subito; il cliente deve invece riprendere con il suo smartphone o altro dispositivo il QR Code dell'articolo desiderato, convalidare il suo ordine, procedere con il pagamento presso i registratori di cassa del negozio e gli articoli ordinati arrivano il giorno successivo gratuitamente nel negozio.
Decathlon ammette il 15 febbraio 2019 di aver vissuto un "anno sfortunato nel 2018" in Francia a causa di diversi fattori: una riorganizzazione dei suoi negozi, un cambio di strategia e un effetto legato al movimento dei gilet gialli.
Nel settembre 2019 Decathlon acquisisce parte del capitale di Alltricks, specialista in attrezzature da ciclismo, corsa e triathlon su Internet, creato da Gary Anssens nel 2008.
All'inizio di febbraio 2020 Decathlon annuncia un aumento delle vendite globali di oltre il 9%, portando il suo fatturato a oltre 12,4 miliardi di euro nel 2019. Le vendite sono per l'80% frutto dei propri marchi, contro il 20% dei marchi esterni.
Durante la pandemia di Covid-19, il marchio ha rimosso dalla vendita la sua maschera subacquea "Easybreath" a marchio Subea, che unisce maschera monopezzo e boccaglio, da dare al personale ospedaliero che ha bisogno di maschere protettive e assistenza respiratoria; in Italia e Francia sono riusciti ad adattarli ai respiratori.
Il 21 novembre 2020 Decathlon annuncia il ritiro delle sue pubblicità sul canale CNews, perché in disaccordo con il tono del canale che ha moltiplicato le provocazioni, in particolare con gli interventi del politico di estrema destra Éric Zemmour.
All'inizio di febbraio 2021 Decathlon annuncia il lancio di Decathlon Experience, una piattaforma di prenotazione di soggiorni sportivi. La piattaforma consente di prenotare alloggi, attività sportive legate alla montagna (skipass), attrezzature sportive, trasporti o anche di prendere un'assicurazione. L'attività di Decathlon Experience si concentra inizialmente sulla montagna ma dovrebbe, a lungo termine, riguardare circa 60 sport.
Il gruppo è citato nell'inchiesta OpenLux del quotidiano Le Monde sull'evasione fiscale usando un domicilio fiscale in Lussemburgo.
Nel febbraio 2021 la direzione ha annunciato la firma di una collaborazione con la NBA. In questo ambito, Decathlon via Tarmak garantirà la progettazione e la distribuzione a livello mondiale (esclusi Stati Uniti e Canada) di articoli con i loghi e i colori dei vari club della NBA.

## Marchi
Decathlon vende soprattutto articoli sportivi che l'azienda stessa produce per 85 discipline sportive.
Ogni marchio sviluppa e produce prodotti per una specifica disciplina:
- Allsix – pallavolo
- Aptonia – triathlon
- Aquafitness – aquagym
- Artengo – sport con racchetta da tennis
- Atorka – pallamano
- B'twin – ciclismo
- Caperlan – pesca
- Copaya – beach volley
- Domyos – fitness
- Dreamscape – snowboard e splitboard
- Forclaz – trekking
- Fouganza – equitazione
- Geologic – sport e giochi di precisione
- Geonaute – orientamento
- Imviso – calcio e calcio a 5
- Inesis – golf
- Itiwit – kayak e sup
- Kalenji – corsa
- Kipsta – calcio e calcio a 5
- Kuikma – padel

- Nabaiji – nuoto
- Newfeel – nordic walking
- Olaian – surf e bodyboarding
- Outshock – sport da combattimento
- Oxelo – roller e skate
- Perfly – volano
- Pongori – ping pong
- Quechua – hiking e campeggio
- Radbug – bodyboarding
- Rockrider – ciclismo di montagna
- Sandever – beach tennis
- Simond – arrampicata e alpinismo
- Solognac – caccia e tiro con l'arco
- Subea – subacquea
- Tarmak – pallacanestro
- Tribord – vela e deriva
- Van Rysel – ciclismo su strada
- Watko – pallanuoto
- Wed'ze – sci

Non manca tuttavia un certo assortimento di marchi sportivi più conosciuti.

## Distribuzione
I negozi Decathlon si trovano in 56 Paesi:
- Australia
- Austria
- Belgio
- Brasile
- Bulgaria
- Cile
- Cina
- Colombia
- Costa Rica
- Egitto
- Emirati Arabi Uniti
- Francia
- Germania
- India
- Indonesia
- Italia
- Malaysia
- Marocco
- Olanda
- Polonia

- Portogallo
- Principato di Monaco
- Regno Unito
- Repubblica Ceca
- Romania
- Russia
- Slovacchia
- Slovenia
- Spagna
- Sri Lanka
- Stati Uniti
- Svezia
- Svizzera
- Taiwan
- Thailandia
- Turchia
- Ungheria
- Uruguay

### Negozi presenti in Italia

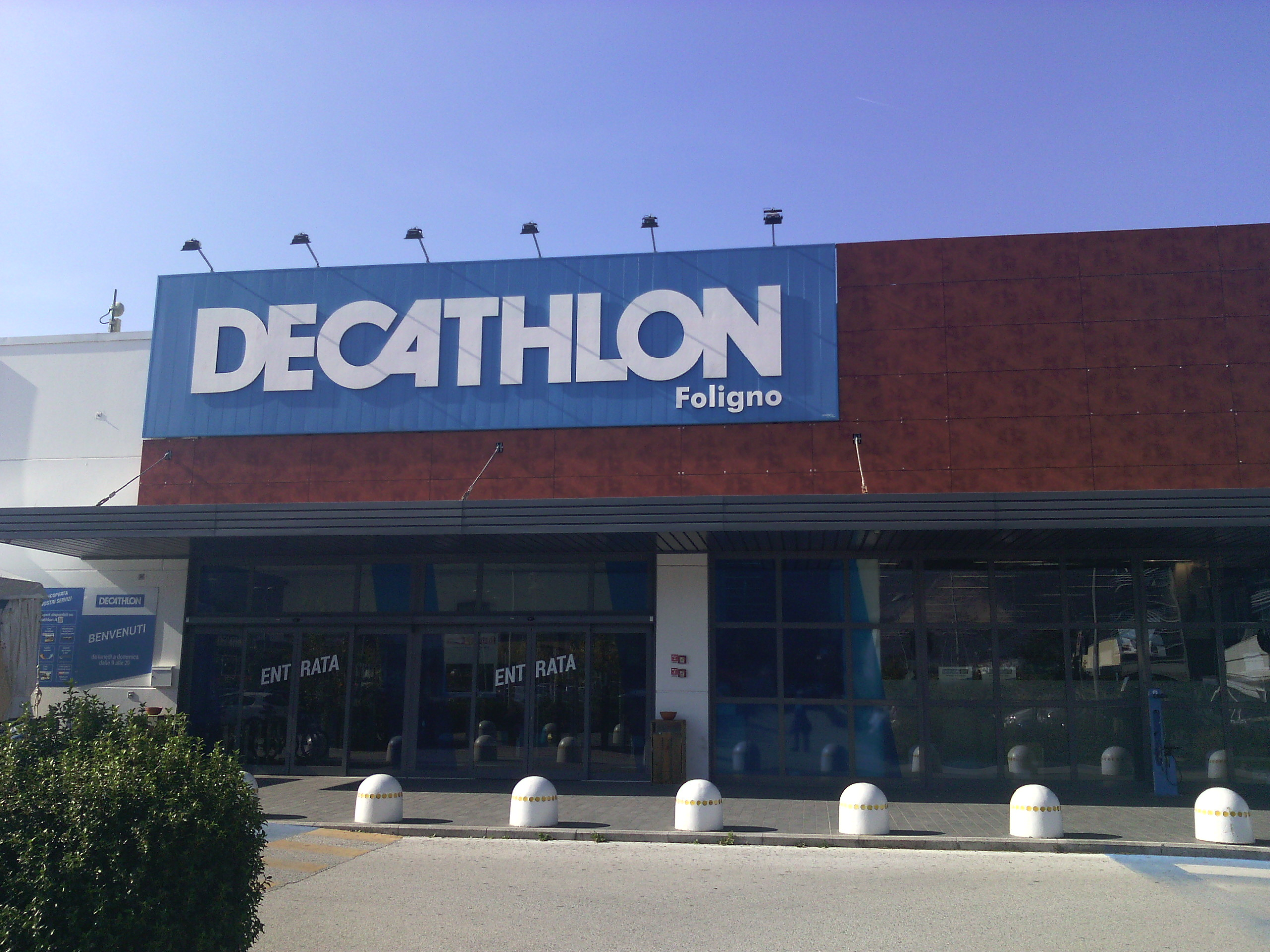
Un negozio Decathlon a Foligno

In Italia sono presenti oltre 130 negozi in 18 regioni (escluse Basilicata e Valle d'Aosta).
L'Italia è anche uno dei Paesi che producono prodotti per Decathlon, in particolare calzature, articoli di subacquea e biciclette. La carta Decathlon emessa in Italia è valida in tutti gli Stati dell'Unione europea.